# او-۱۱۰۵
زیردریایی یو-۱۱۰۵ (به انگلیسی: German submarine U-1105) یک زیردریایی بود که طول آن ۶۷٫۱۰ متر (۲۲۰ فوت ۲ اینچ) و ارتفاع آن ۹٫۶ متر (۳۱ فوت ۶ اینچ) بود. این زیردریایی در سال ۱۹۴۴ ساخته شد.